# La Tahona
La Tahona, auch als Altos de La Tahona geführt, ist eine Ortschaft in Uruguay.

## Geographie
Sie befindet sich im südlichen Teil des Departamento Canelones in dessen Sektor 37. Im Norden bzw. Osten grenzen Carmel und Lomas de Carrasco an den Ort. Westlich befindet sich Villa Aeroparque. An der Küste des Río de la Plata im Süden ist Solymar zu finden.
In südwestlicher Richtung liegt in einigen Kilometern Entfernung das Gelände des Aeropuerto Internacional de Carrasco.

## Einwohner
Die Einwohnerzahl von La Tahona beträgt 168 (Stand 2011). Für die Volkszählungen 1963 bis 1996 sind beim Instituto Nacional de Estadística de Uruguay keine Daten erfasst worden.
| Jahr | Einwohner |
| ---- | --------- |
| 1963 | -         |
| 1975 | -         |
| 1985 | -         |
| 1996 | -         |
| 2004 | 52        |
| 2011 | 168       |

Quelle: Instituto Nacional de Estadística de Uruguay